# Wanczur (przystanek kolejowy)
Wanczur (ros. Ванчур) – przystanek kolejowy w miejscowości Wanczur, w rejonie szyłowskim, w obwodzie riazańskim, w Rosji. Położony jest na linii Moskwa – Riazań – Samara.